# Kylie's Remixes Volume 2
Kylie's Remixes Vol. 2 je album z remiksi avstralske pop pevke Kylie Minogue. Julija 1992 je album založba PWL izdala na Japonskem, naslednjega leta, natančneje 5. maja 1993, pa je preko založbe Mushroom Records izšel še v Avstraliji.

## Seznam pesmi
| Št.             | Naslov                                                                  | Dolžina |
| --------------- | ----------------------------------------------------------------------- | ------- |
| 1.              | „Better the Devil You Know‟ (ameriški remiks)                           | 6:03    |
| 2.              | „Step Back in Time‟ (remiks glasbene skupine Walkin' Rhythm)            | 7:55    |
| 3.              | „What Do I Have to Do?‟ (remiks)                                        | 7:10    |
| 4.              | „Shocked‟ (DNA-jev remiks)                                              | 6:16    |
| 5.              | „Word Is Out‟ (verzija z gramofonske plošče)                            | 5:53    |
| 6.              | „If You Were with Me Now‟ (razširjena različica s Keithom Washingtonom) | 5:11    |
| 7.              | „Keep on Pumpin' It‟ (Angelicov remiks)                                 | 7:25    |
| 8.              | „Give Me Just a Little More Time‟ (verzija z albuma)                    | 4:36    |
| 9.              | „Finer Feelings‟ (remiks glasbene skupine Brothers in Rhythm)           | 6:51    |
| 10.             | „Do You Dare?‟ (NRG-jev remiks)                                         | 7:06    |
| 11.             | „Closer‟ (Pleasureov remiks)                                            | 6:49    |
| Skupna dolžina: | Skupna dolžina:                                                         | 71:15   |

## Dosežki
| Lestvica (1992)   | Dosežek |
| ----------------- | ------- |
| Japonska (Oricon) | 90      |

## Formati
| Release format | Country    | Cat. no. | Release date |
| -------------- | ---------- | -------- | ------------ |
| CD             | Japonska   | ALCB-564 | 1992         |
| CD             | Avstralija | D19757   | 1993         |
| Kaseta         | Avstralija | C19757   | 1993         |